# Unión de Mundos
La Unión de Mundos se encuentra en la Serie de la Fundación de Isaac Asimov, una organización galáctica fundada por El Mulo en el 301 EF [que se convirtió en el año 1 EPC (Era del Primer Ciudadano)] poco después de su golpe de estado en Kalgan en 300 EF. Se establece al mismo tiempo la dignidad del Primer Ciudadano de la Unión, que será uno de los pocos títulos que sobrevivirán a su muerte, unos 21 años después.

## Historia

### Orígenes y Fundación
El Mulo es un mutante nacido en 270 EF en el planeta Gaia. Él tiene el poder, como los miembros de la Segunda Fundación, de poder controlar las emociones, con la diferencia de que la capacidad es innata en él. Nunca conoció a su padre y su madre, supuestamente, murió en el parto. Creció siendo un vagabundo, siempre rechazado debido a los incidentes extraños. Se adquirió una reputación de ser un niño extraño. A los 20 años consiguió escapar de Gaia. No tardara en darse cuenta de que los demás no tienen las habilidades que el posee. Ahora quiere vengarse de la Galaxia que él tanto odiaba cuando era niño. En 296 EF, se convierte en un pirata y consigue su primera base de operaciones en un asteroide. Entonces, después de una serie de conversiones, se las arregla para "convertir" al Señor de Kalgan y toma el control del planeta.

### Expansión
Tras la derrota de la fundación, fundó la Unión de Mundos y se otorgó el título de Primer Ciudadano de la Unión. Con su nueva flota, y un gran ingenio, marcha hacia la conquista de Neotrántor y los restos del Imperio Galáctico, que luego desaparecerán de forma permanente después de más de 12 500 años de existencia. Pero se entere de la existencia de una Segunda Fundación sería capaz de derrotarlo. A continuación, comienza a buscar y destruir.En Trántor, Ebling Mis, un psicólogo de la Primera Fundación, está a punto de revelar involuntariamente la localización de la Segunda Fundación, cuando Bayta Darell, a la cual El Mulo por amor no convirtió, lo mata para salvar la Galaxia. El Mulo es derrotado y regresa a Kalgan para poner fin a su política expansiva y dedicarse a la investigación de la Segunda Fundación.

### Consolidación y "La búsqueda"
Desde la caída de la Fundación hace 5 años, el general Hans Pritcher, excoronel de la Primera Fundación, ha hecho por orden de El Mulo cinco expediciones infructuosas hasta el otro extremo de la galaxia con el fin de encontrar la Segunda Fundación , que se encuentra según Hari Seldon "en el otro extremo de la galaxia, al fin de la estrella." Su sexta expedición lo llevó a la Oligarquía de Tazenda donde El Mulo, pensando que había encontrado por fin la Segunda Fundación, envía la nave espacial de la Unión a destruir todos los grandes centros de Finstellis, planeta-capital de la oligarquía. No hay resistencia. Entonces, al darse cuenta de que era un objetivo equivocado, envía naves espaciales para Rossem, planeta rural sujeto a la oligarquía que le libro el mismo destino. Finalmente es inducido por el Primer Orador a acabar con su investigación de la Segunda Fundación y derrotado, aunque él no lo sabe, vuelve a Kalgan. Este es el final de la búsqueda.

### Declive
A su regreso a Kalgan, El Mulo se convertirá en un déspota ilustrado, pero se enfrentará a muchas revoluciones, las cuales aplastara y mantendrá su poder y la estabilidad galáctica. Años más tarde, El Mulo murió de causas naturales debido a su discapacidad física y el general Hans Pritcher le sucedió temporalmente. La Unión es sacudida por numerosas secesiones, la primera es la de la Primera Fundación. La Unión toma el nombre de Reino de Kalgan y sus millones de personas sujetas, en última instancia, sigue siendo más del 27. 

### La Guerra de Stettin (376-377)
Lord Stellin, Señor de Kalgan y Primer Ciudadano de la Unión, inducido por la joven Arkady Darell de la Primera Fundación, cree que el Plan Seldon ya no existe y que él está destinado a convertirse en el nuevo emperador de la galaxia. Impulsado por su ambición conquistadora y con la creencia en su poderosa armada, lanza una guerra de seis meses contra la Fundación. La Guerra finalizara con una aplastante derrota para los Kalganianos en la Batalla de Quoriston y será obligado a firmar a principios del año 377 EF (76 EPC), un tratado humillante: su poder sigue siendo solo el título de ciudadano en primer lugar. La flota kalganianana se desmonta, las posesiones exteriores del Reino regresan a su independencia y son sujetas a un plebiscito para recuperar su estado anterior, llegando a ser totalmente independientes o con la posibilidad de unirse a la confederación de comercio de la Primera Fundación. La Unión de Mundos se convierte en un pequeño reino independiente y sin holgura y el poderoso Imperio de El Mulo se reduce al título de Primer Ciudadano. En total, la Unión duró 76 años.
- Datos: Q30915775